# جيم ميكنالي (لاعب كرة قدم)
جيم ميكنالي (بالإنجليزية: Jim McInally)‏ هو لاعب كرة قدم ومدرب كرة قدم بريطاني، ولد في 19 فبراير 1964 في غلاسكو في المملكة المتحدة. شارك مع منتخب اسكتلندا لكرة القدم. أما مع النوادي، فقد لعب مع دندي يونايتد وريث روفرز وكوفنتري سيتي ونادي إيست فيف ونادي دندي ونادي سلتيك ونادي سليغو روفرز ونوتينغهام فورست.

## مسيرته الكروية
لعب جيم ميكنالي خلال مسيرته الاحترافية مع 7 أندية في عشرون موسمًا وسجل خلالها 16 هدفًا ضمن 431 مباراة. حيث فاز في موسم واحد بالكأس ولم يفز بأي دوري.
خاض جيم ميكنالي مسيرته مع نادي سلتيك في موسم 1982–83 لمدة موسم واحد، مشاركًا في مباراة ولم يسجل أي هدف. ثم انتقل إلى نادي دندي في موسم 1983–84 في المرة الأولى لمدة موسم واحد ثم في موسم 1997–98 ولمدة موسمين، حيث شارك طوالها في 58 مباراة سجل خلالها 3 أهداف. لينتقل بعدها إلى نادي نوتينغهام فورست في موسم 1984–85 ولمدة موسمين، مشاركًا في 36 مباراة ولم يسجل أي هدف. ثم انتقل إلى نادي كوفنتري سيتي في موسم 1985–86 لمدة موسم واحد، مشاركًا في 5 مباريات ولم يسجل أي هدف أيضًا. هذا وانتقل لاحقًا إلى نادي دندي يونايتد في موسم 1986–87 في المرة الأولى ليلعب معه تسعة مواسم ثم في موسم 1996–97 لمدة موسم واحد، مشاركًا طوالها في 300 مباراة سجل خلالها 13 هدفًا. ثم انتقل بعدها إلى نادي ريث روفرز في موسم 1995–96 ولمدة موسمين، مشاركًا في 29 مباراة ولم يسجل أي هدف. ليعود وينتقل من جديد، لكن هذه المرة إلى نادي إيست فيف في موسم 1999–00 لمدة موسم واحد، مشاركًا في مباراتين ولم يسجل أي هدف أيضًا.

## وصلات خارجية
- جيم ميكنالي على موقع الاتحاد الإسكتلندي (الإنجليزية)
- جيم ميكنالي على موقع قاعدة بيانات كرة القدم.إي يو (الإنجليزية)
- جيم ميكنالي على موقع ناشيونال فوتبول تيمز (الإنجليزية)
- جيم ميكنالي على موقع Soccerbase.com (لاعب) (الإنجليزية)